# Frederic B. Butler
Le brigadier général Frederic Bates Butler (5 octobre 1896 - 20 juin 1987) est un officier de l'armée américaine. Il est connu pour avoir commandé les forces américaine à la bataille de Montélimar lors du débarquement en Provence, pendant la Seconde Guerre mondiale. 
Diplômé de l' Académie militaire de West Point (New York) en 1918, il servit en 1925 dans l'expédition de Roy Chapman Andrews en Mongolie et travailla sur Treasure Island pour l' Exposition internationale du Golden Gate de 1939-1940. Pendant la campagne d'Italie, il reçut la Croix du service distingué pour son commandement du 168e régiment d'infanterie.

## Jeunnesse
Frederic Bates Butler est né à San Francisco, en Californie, le 5 octobre 1896. Il fait ses études au St. Ignatius College Preparatory, une école jésuite de San Francisco. Il obtient son diplôme en 1913. 
Il est cadet à l' Académie militaire des États-Unis de West Point, dans l'État de New York, du 15 juin 1916 au 1er novembre 1918. À la fin de ses études, classé huitième de sa classe, il est nommé sous-lieutenant dans le Corps des ingénieurs de l'armée américaine . Il était au Camp AA Humphreys, en Virginie, en tant qu'élève-officier à l'École du génie de l'armée américaine du 2 décembre 1918 à juin 1919, date à laquelle il a été envoyé en France avec les forces expéditionnaires américaines. Le but de se voyage été l'observation des champs de bataille de la Première Guerre mondiale. Il retourne au Camp AA Humphreys en septembre 1919, est promu premier lieutenant le 7 mai 1920 et obtient son diplôme en juin 1921.

## Entre-deux-guerres
Frederic B. Butler commande le quartier général et la compagnie de service du 13e régiment du génie de juin 1921 à septembre 1922, date à laquelle il devint élève-officier à la Field Artillery School de Fort Sill, en Oklahoma. En janvier 1923, il devint aide de camp du  le brigadier général William D. Connor, commandant des forces américaines en Chine. Le 12 novembre 1924, il épouse Philippi Harriette Harding à l'église Saint-Louis de Tientsin, en Chine. Le couple eut trois enfants : deux filles, Patricia M. Butler et Phillipa « Popsy » Butler, et un fils, Bill Butler. 
En 1925, Butler rejoignit la troisième expédition asiatique du Muséum américain d'histoire naturelle, dirigée par le naturaliste Roy Chapman Andrews. L'expédition pris son départ pour la Mongolie le 11 avril 1925. En tant que cartographe, Butler faisait partie de l'équipe topographique dirigée par le major L.B. Roberts. Butler retourna en août 1925 à Tientsin où rédigea des rapports et donna des conférences sur ses expériences,.
Butler fut instructeur tactique à West Point de juin 1926 à août 1927, date à laquelle il fut affecté au bureau du génie américain à San Francisco. Butler fut réaffecté à Washington, D.C., en avril 1930, comme directeur adjoint des bâtiments et terrains publics. Cela incluait la Maison-Blanche, qui prenait la majeure partie de son temps de travail,.  
Le président Herbert Hoover quitta ses fonctions en 1933, et lors de l'accession au pouvoir de Franklin D. Roosevelt au poste de président,  la responsabilité des bâtiments et terrains publics fut transféré du ministère de la Guerre au ministère de l'Intérieur. Ce remaniement fit quitté Butler de ses fonction, et il retourna à West Point le 15 mars 1933. Là-bas, il redevint aide de camp de Connor, qui était désormais surintendant . Après plus de quinze ans comme premier lieutenant, Butler fut promu capitaine dans le Corps des ingénieurs le 1er novembre 1934. Il fut ingénieur adjoint à Los Angeles du 18 novembre 1935 au 5 janvier 1936, et à San Francisco du 6 janvier 1936 au 3 septembre 1939. Il travailla sur Treasure Island pour l' Exposition internationale du Golden Gate de 1939-1940 et supervisa les travaux routiers sur l'île voisine de Yerba Buena . Après la fin de la foire, Treasure Island fut vendue à la marine américaine et devint une base d'opérations pendant la guerre du Pacifique.

## Seconde Guerre mondiale
Du 6 septembre 1939 au 2 février 1940, Butler fut élève-officier à l' United States Army Command and General Staff College et à Fort Leavenworth, au Kansas. Il fut ensuite affecté à Fort Belvoir pour servir au sein du 5e régiment du génie. Promu major le 1er juillet 1940, il prit en novembre le commandement du 1er bataillon du génie, rattaché à la 1re division d'infanterie . Il fut de nouveau promu lieutenant-colonel le 15 septembre 1941 et colonel le 1er février 1942. En juin 1942, après l'entrée en guerre des États-Unis, il rejoignit l'état-major de la 1re division d'infanterie. La division se déplaça en Irlande du Nord, puis participa à l'opération Torch, l'invasion alliée de l'Afrique du Nord française en novembre 1942.
En décembre 1942, Butler devient le G-3 (officier des opérations) au quartier général du IIe Corps d'armée à Gafsa, en Tunisie. Pour ce service, il reçoit la Légion du Mérite,.   Le 23 février 1943, il prend le commandement du 168e régiment d'infanterie, le commandant ayant été capturés lors de la bataille de Sidi Bou Zid,.   Il dirige le régiment, qui fait partie de la 34e division d'infanterie, pendant le reste de la campagne de Tunisie, puis pendant la campagne d'Italie . Il reçoit la Distinguished Service Cross et la Purple Heart pour sa bonne supervision de troupes en octobre 1943. Il reçoit ensuite une grappe de feuilles de chêne pour sa Légion du Mérite,,. Il fut promu général de brigade le 17 janvier 1944 et devint commandant adjoint de la 34e division d'infanterie. 
Butler devient commandant adjoint du VIe Corps d'armée en mars 1944. Le 1er août, en préparation de l'opération Dragoon, l'invasion alliée du sud de la France, le commandant du VIe Corps, le major-général Lucian K. Truscott, place Butler à la tête de la force blindée Task Force.  Dans le sud de la France, il dirige la Task Force Butler lors de la bataille de Montélimar. le major général Truscott décrit Butler comme « l'un des hommes les plus intrépides que j'aie jamais rencontrés ». 
De septembre 1944 à janvier 1945, Butler fut commandant adjoint de la 45e division d'infanterie . Il retourna ensuite aux États-Unis, où il commanda le 1er centre d'entraînement de remplacement d'infanterie à Camp Fannin et Camp Howze, au Texas de février à septembre 1945. 

## Après Guerre
Après la guerre, Butler se rendit en Australie comme chef de la Commission de Liquidation Étrangère jusqu'en janvier 1947. Il se rendit ensuite en Corée du Sud comme ingénieur en chef du XXIVe Corps jusqu'en décembre. De retour à San Francisco, il fut ingénieur en chef de la Sixième Armée jusqu'au 14 avril 1948, et commanda le district militaire central de la Sixième Armée. Du 1er décembre 1949 au 24 mai 1950, il fut commandant général de la 7e Brigade du génie . Il commanda ensuite le département du génie de Granite City . Sa dernière affectation fut celle de commandant du camp McCoy du 24 mai 1951 au 6 février 1952, pendant la guerre de Corée,.   Il prit finalement sa retraite de l'armée en avril 1953. 
Après sa retraite de l'armée, Butler fut directeur de l' aéroport international de San Francisco de 1954 à 1960
et commissaire du service d'incendie de San Francisco . Le pape Jean XXIII l'a fait chevalier de l'Ordre souverain militaire de Malte en 1962. Il est décédé à San Francisco le 20 juin 1987.

## Décorations
- Croix du service distingué[14]
- Légion du Mérite avec la grappe de feuilles de chêne [1]
- Étoile de bronze [1]
- Cœur violet [10]
- Croix de Guerre 1939-1945 avec palme (France) [10]
- Officier de la Légion d'honneur (France) [10]
- Croix de guerre de la valeur militaire (Italie)[2]
- Chevalier de l' Ordre souverain militaire de Malte[2]

## Grades
| Insigne | Rang               | Composant            | Date              | Référence |
| ------- | ------------------ | -------------------- | ----------------- | --------- |
|         | Sous-lieutenant    | Corps des ingénieurs | 1er novembre 1918 | [ 3 ]     |
|         | Lieutenant         | Corps des ingénieurs | 7 mai 1919        | [ 4 ]     |
|         | Capitaine          | Corps des ingénieurs | 1er novembre 1934 | [ 9 ]     |
|         | Majeur             | Corps des ingénieurs | 1er juillet 1940  | [ 10 ]    |
|         | Lieutenant colonel | Armée des États-Unis | 15 septembre 1941 | [ 10 ]    |
|         | Colonel            | Armée des États-Unis | 1er février 1942  | [ 10 ]    |
|         | Général de brigade | Armée des États-Unis | 17 janvier 1944   | [ 10 ]    |